# ムン・ガヨン
ムン・ガヨン（ハングル：문가영、漢字：文佳煐、1996年7月10日 - ）は、韓国の元子役、女優。

## 経歴
物理学者の父とピアニストの母を持ち、1996年にドイツで生まれる。
小学3年生の時に韓国に帰国。親戚の勧めで広告モデルを始め、2006年、映画で子役としてデビュー。
2013年、最高視聴率48.3%を記録した韓国の国民的ドラマ『王家の家族たち』で、4番目の娘ヘバクを演じ注目を集め、2014年、テレビドラマ『Mimi』にてヒロインのミミを演じ、初主演を飾った。
その後も、ドラマ『偉大な誘惑者』、『ウラチャチャ!?～男女6人恋のバトル～』、『その男の記憶法』など着実にキャリアを積んで主演女優となり、2020年から2021年にかけて『女神降臨』で外見にコンプレックスを抱くヒロインを演じ、ラブコメで魅力を発揮すると、Instagramのフォロワーが6倍の600万人に増え、海外のファンからも支持を集めるようになる。
2018年7月、SM C&Cが彼女のマネジメントを、関連会社のキーイーストに移管することが発表された。
2022年、ドラマ『 リンク：ふたりのシンパシー』で、同じく子役出身のヨ・ジングとドラマ『名家』以来12年ぶりに共演し主演を務め、『愛と、利と』では、ユ・ヨンソクとともに主演を務め、大人のロマンスを演じた。
2025年1月4,5日　みずほPayPayドーム福岡で開催された第39回GOLDEN DISC AWARDSにおいて、ソン・シギョン、チャ・ウヌと共にＭＣを務める。

## 学歴
- 豊文女子高等学校。
- 成均館大学演劇芸術学科。

## 人物
幼少期をドイツで過ごしたため、韓国語、英語、ドイツ語を話すトリリンガルである。
ピアノ、ヴァイオリン、チェロ、フルート、ゴルフ、バレエなど幼い頃から様々な習い事をしていた。
読書家であり、読書型番組『最近の本屋：本を読んであげます』にレギュラー出演し、バラエティにも挑戦した

## 出演

### テレビドラマ
- 墜落天使ジェニー（2006年、Mnet）
- 山向こうの南村には（2007年、KBS）
- 宮S（2007年、MBC）
- 魔女ユヒ（2007年、SBS）
- メリ＆テグ 恋のから騒ぎ（2007年、MBC）
- 楽しい科学の国（2007年、KBS）
- 甘い人生（2008年、MBC）
- 幻の王女チャミョンゴ（2009年、SBS）
- 友へ、私たちの??（2009年、MBC）
- グッドフレンズ（2010年、KBS）
- 名家（2010年、KBS）
- 赤と黒（原題：悪い男）（2010年、SBS）
- オレのことスキでしょ。（2011年、MBC） - イ・ジョンヒョン役[11]
- 普通の恋愛（2012年、KBS） - キム・ユネ（少女時代）役
- 君を守る恋～Who Are You～（2013年、tvN） - タン・オルム役
- 王家の家族たち（2013年、KBS） - ワン・ヘバク役
- Mimi（朝鮮語版）（2014年、Mnet） - ミミ役[12]
- EXO NEXT DOOR～私のお隣さんはEXO（2015年、Webドラマ） - チ・ヨニ役[13][14]
- 客主〜商売の神〜（2015年 - 2016年、KBS） - ウォル役[15]
- 魔女宝鑑 〜ホジュン、若き日の恋〜（2016年、JTBC） - ソルゲ役[16]
- 嫉妬の化身〜恋の嵐は接近中〜（2016年、SBS） - イ・パルガン役[17]
- 医心伝心〜脈あり!恋あり?〜（2017、tvN） - トン・マッケ役[18]
- 一人で踊るワルツ（2017年、KBS2） - キム・ミンソン役
- 偉大な誘惑者（2018年、MBC） - チェ・スジ役[19]
- ウラチャチャ!?～男女6人恋のバトル～（2019年、JTBC） - ハン・スヨン役[20]
- その男の記憶法（2020年、MBC） - ヨ・ハジン役[21]
- 女神降臨（2020年 - 2021年、tvN） - イム・ジュギョン役[22][23]
- 青春レシピ（2021年、BBANGYA TV）- チャ・スビン役[24]
- リンク：ふたりのシンパシー（2022年、tvN） - ノ・ダヒョン役
- 流れ星Sh**ting Stars （2022年5月14日、tvN） - 8話 ・ヨ・ハジン役
- 愛と、利と（2022年、JTBC） - アン・スヨン役[25]

### 映画
- 師の恩（2006年）
- 飛べ、ホ・ドング（2007年）
- 黒い家（2007年）
- 宮女（2007年）
- 俺たちの街（2007年）
- ソウルが見えるか（2008年）
- ザ・ウェブトゥーン：殺人漫画（2013年）[26]
- チャンス商会〜初恋を探して〜（2015年）[27][28]
- アイルランド - 時間を盗む島（2015年)[29]
- カッター（2016年）

### バラエティ番組
- 人気歌謡（2014年、SBS）- サプライズ出演[30]
- 最近の本屋：本を読んであげます（2019年）[31]
- 食ベンジャーズ（2020年、Olive）[32]

### 広告
- DERMAFIRM（2021年）[33]

## 雑誌
- 『THE CELEBRITY』2014年4月号[34]
- 『1st LOOK』2015年5月号[35]
- 『ARENA HOMME ＋』2016年3月号[36]
- 『GRAZIA』2016年4月号[37]
- 『marie claire』2016年11月号[38]
- 『CeCi』2018年5月号[39]
- 『NYLON』2019年4月号[40]
- 『DAZED ＆ CONFUSED』2019年7月号[41]
- 『VOGUE KOREA』2020年3月号[42]
- 『DAZED』2020年7月号[43]
- 『marie claire』2021年1月号[44][45]
- 『ELLE』2021年2月号[46]
- 『@Star1』2021年4月号[47][48]
- 『VOGUE KOREA』2021年4月号[49]
- 『Marie Claire』2021年6月号[50]

## 賞とノミネート

### 受賞
- 2018年 MBC演技大賞 優秀女優賞（『偉大な誘惑者』）[51]
- 2020年 MBC演技大賞 ベストカップル賞 with キム・ドンウク（『その男の記憶法』）

### ノミネート
- 2010年 KBS演技大賞 子役賞（『グッドフレンズ』）
- 2013年 KBS演技大賞 子役賞（『王家の家族たち』）
- 2017年 KBS演技大賞 最優秀女優賞（『一人で踊るワルツ』）
- 2018年 MBC演技大賞 優秀女優賞（『偉大な誘惑者』）
- 2020年 MBC演技大賞 優秀女優賞（『その男の記憶法』）